# Cuilapa
Cuilapa is een stad en gemeente in Guatemala en is de hoofdplaats van het departement Santa Rosa.
Cuilapa telt 48.000 inwoners.
Ongeveer tien kilometer ten noordwesten van de stad ligt de vulkaan Cuilapa-Barbarena.